# Арнольд, Роберт-Франц
Роберт-Франц Арнольд при рождении — Роберт Франц Левисон (нем. Robert Franz Arnold; 27 ноября 1872, Вена, Австро-Венгрия — 24 января 1938, там же) — австрийский писатель
, историк литературы, библиотекарь
, литературный критик, доктор наук, профессор Венского университета.

## Биография
Изучал немецкий язык в Берлинском университете, в 1895 году получил докторскую степень в Вене. Тогда же сменил фамилию. Первоначально работал научным сотрудником в Библиотеке Императорского Королевского двора, после этого в 1906 году стал профессором истории литературы в Венском университете, в 1934—1936 годах — приглашенный профессор Стэнфордского университета. Также работал литературным и театральным критиком.
В 1932 году выступил с речью на праздновании юбилея Гёте австрийским федеральным правительством. С 1936 года до самой смерти был президентом Австрийского общества Гёте.
Занимался исследованиями политической поэзии и пограничных областей поэзии, был одним из первых, кто занимался кинематографом в области театральных исследований.
Среди его наиболее известных работ — «Общие книги по истории современной немецкой литературы 1910 г.» (3-е издание, 1931 г.) и сборник «Немецкая драма» (1925).

## Избранные произведения
- «Der deutsche Philhellenismus» (1896);
- «Schriftsteller d. Restaurationszeit über Wien» (1896);
- «T. Kosciuszko in der deutschen Litteratur» (1898);
- «Geschichte d. deutschen Polenlittauen» (1900);
- «Deutsche Vornamen» (1900; 2-е изд., 1901);
- «Kultur d. Renaissance» (1903).